# ロナルド・レーガン (空母)

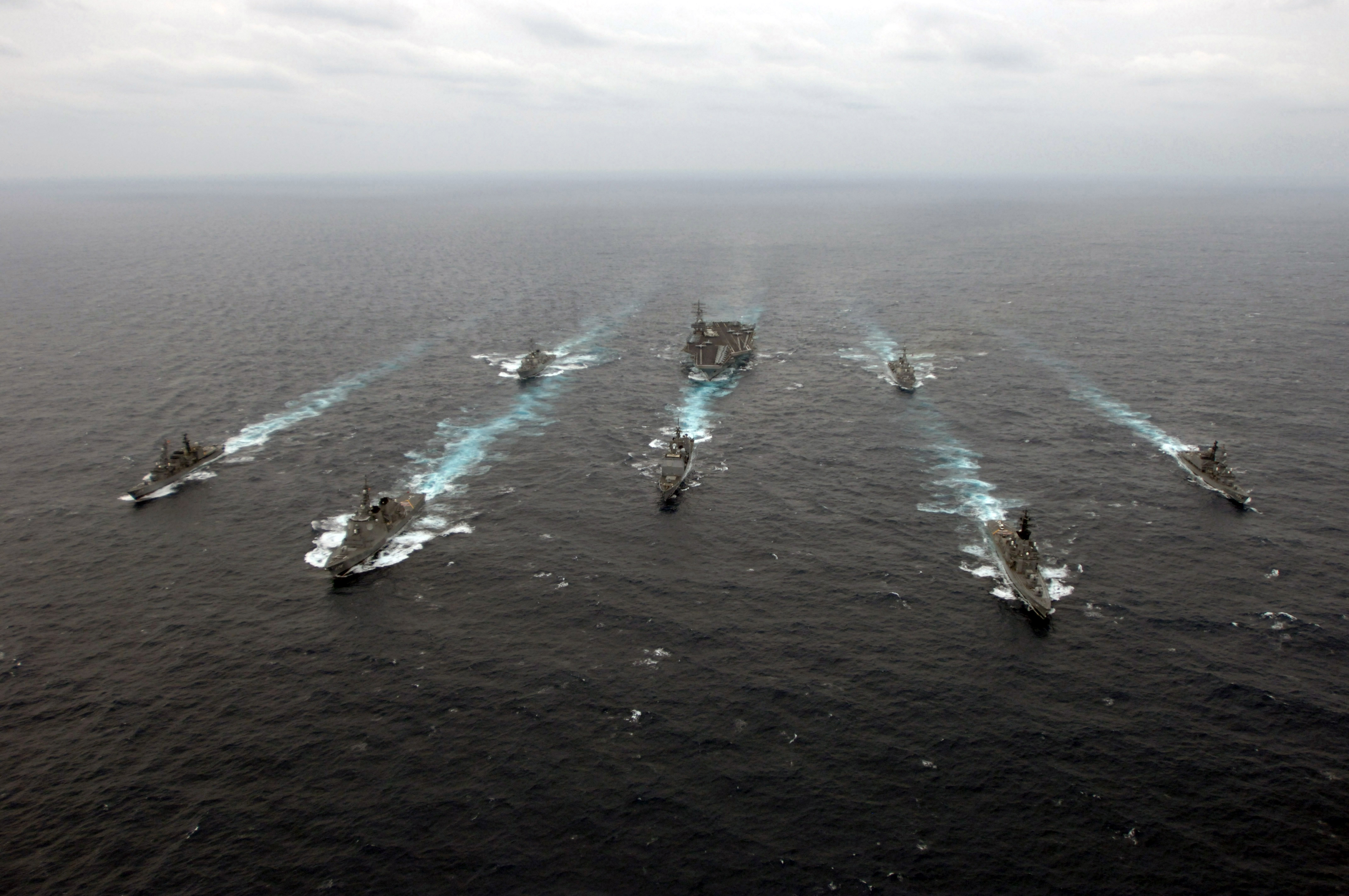
ロナルド・レーガン (空母)、みょうこう (護衛艦)、はるな (護衛艦)、ゆうぎり (護衛艦)、はまぎり (護衛艦)、レイク・シャンプレイン (ミサイル巡洋艦)、ラッセル (ミサイル駆逐艦)、ポール・ハミルトン (ミサイル駆逐艦)

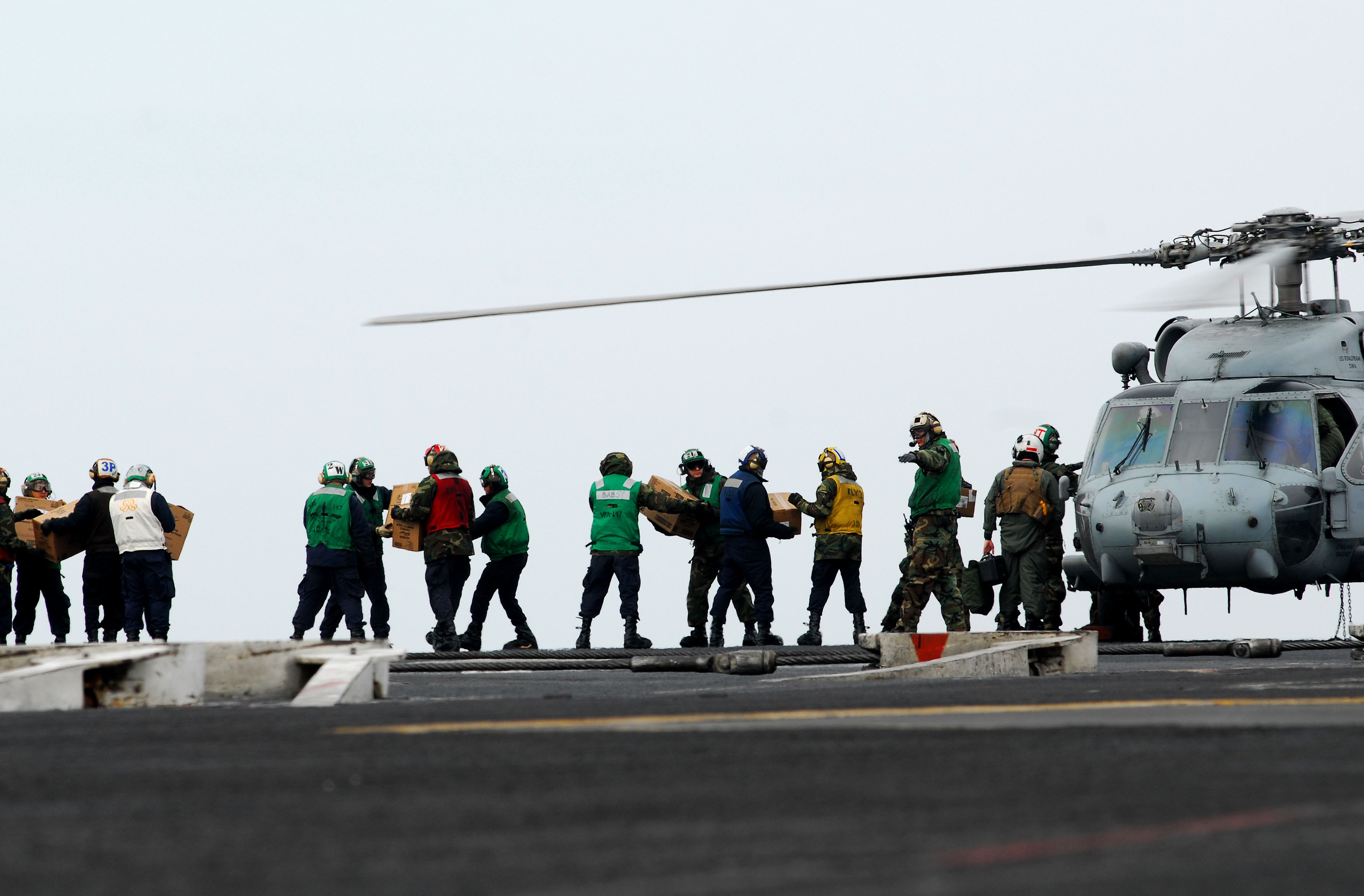
東日本大震災におけるトモダチ作戦でシーホークヘリコプターに救援物資を積み込む甲板員（2011年3月15日）

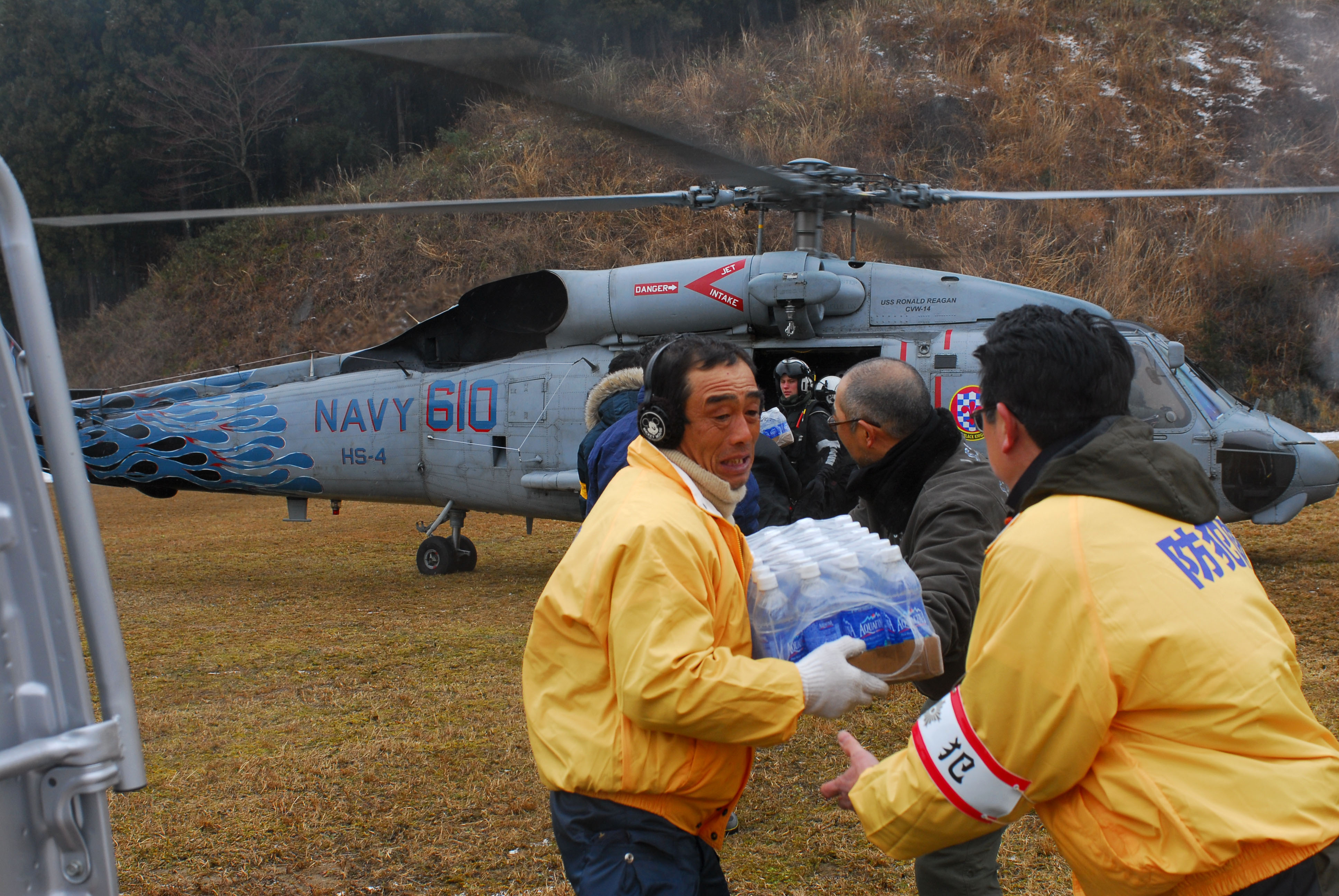
東日本大震災におけるトモダチ作戦で避難所に救援物資を届けるロナルド・レーガン搭載の対潜ヘリコプター部隊（2011年3月16日）

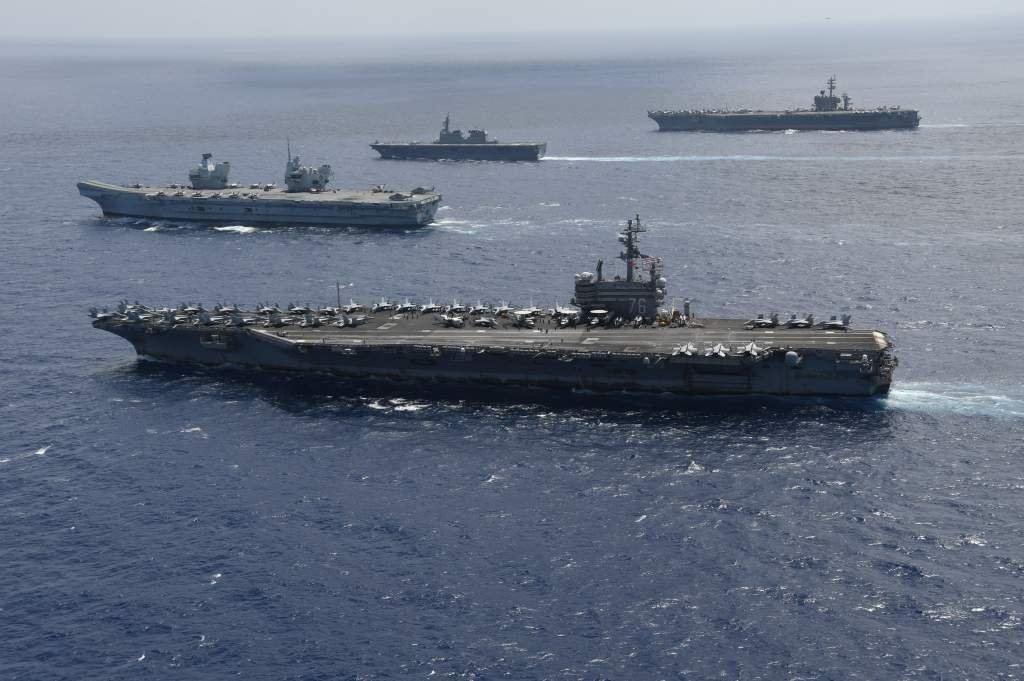
手前から「ロナルド・レーガン」、英空母「クイーン・エリザベス」、護衛艦「いせ」、米空母「カールビンソン」（2021年10月）

ロナルド・レーガン (USS Ronald Reagan, CVN-76) とは、アメリカ海軍の航空母艦。ニミッツ級航空母艦の第9番艦である。艦名は第40代アメリカ合衆国大統領ロナルド・レーガンに因み、存命中の人名がつけられた3番目の空母でもあった。

## 艦歴

### 建造
ロナルド・レーガンは1998年2月12日にニューポート・ニューズ造船所で起工した。2001年3月4日に進水した後、同年3月10日には命名式が行われ、ナンシー・レーガンによって命名される。2003年7月12日に初代艦長J・W・グッドウィン大佐の指揮下で就役した。就役式典で、レーガン夫人は艦の乗員に対して伝統的な指令「総員乗艦、艦に生命あれ。」を命じた。本級に命名された他の人物と違って、レーガン元大統領はその任期中に最高司令官であった以外に海軍との関係はなかった。艦の建造費は度々増加し、結局45億ドルが費やされた。
ニミッツ級として初めて近接防御システムとして20mmCIWSファランクス(後日装備)に代わってRAMを2基装備している。

### 就役
ロナルド・レーガンは2003年7月21日に処女航海を行い、2004年5月10日にフライトデッキ・サーティフィケーションに合格する。この時、第213戦闘飛行隊（VF-213）のF-14艦上戦闘機がテストを行った。本格運用が開始される際にF-14は全機退役になっているが、これはF-14の運用が続いている間に飛行甲板でのF-14運用資格を習得するための措置である。
レーガン元大統領は艦の就役から11か月後の2004年6月5日に死去した。葬儀では艦長のジェームズ・シモンズ大佐がレーガン夫人の頼みにより、布で覆われた小箱に入った旗を手渡した。その旗はレーガン元大統領の就任式が行われた1981年1月20日に、キャピトル・ヒルに掲げられた旗であった。シモンズ大佐はまた、レーガン元大統領が死去したとき艦に掲げられていた旗もレーガン夫人に贈った。
2006年1月29日、オーストラリアのブリスベン南東200kmの海域で、夜間に着艦訓練を行おうとしたF/A-18戦闘攻撃機がフライトデッキに激突し、その後海へ落下するという事故が発生した。ロナルド・レーガンに損傷はなく、パイロットは無事に脱出したが機体は海に沈み回収することができなかった。
2006年7月6日、ロナルド・レーガンは対テロ戦争支援の配備から母港のコロナドに帰還した。レーガンと空母打撃群は2007年1月27日にサンディエゴを出航し、西太平洋への予定外の配備に就く。この配備はキティホーク (USS Kitty Hawk, CVA-63) が2,850万ドルをかけたメンテナンスを日本で行う間、その補充としてのものであった。同年2月24日には長崎県佐世保港への初寄港を行い、4月20日にコロナドへ帰還した。
西太平洋へ予定外の配備に再び就くが、横須賀基地配備予定のジョージ・ワシントンが火災事故に伴い、横須賀配備が遅れる可能性が出てきたため、西太平洋地域の空母空白を補うための展開とされ、作戦行動中には6月に香港、7月中旬に釜山に寄港し、2008年7月29日には長崎県佐世保港へ2回目となる1年5か月ぶりの寄港をした。

### トモダチ作戦
2011年3月11日、東日本大震災後に他7隻の艦船と共に支援活動「トモダチ作戦」のためとして関東〜東北沖に出動した。同年3月14日、搭載のヘリコプターの要員17人が仙台市近くで救助活動を行った際に福島第一原子力発電所事故の影響か、被曝したことがわかった。これを受けアメリカ海軍は、空母と展開中の艦船を福島第一原子力発電所の風下から離脱した。
2011年4月4日、ロナルド・レーガンは「トモダチ作戦」での任務を終了し、震災前に行っていた任務に復帰した。

### 横須賀配備
2014年1月16日、アメリカ海軍は、横須賀基地配備のジョージ・ワシントンを、定期点検および原子炉燃料棒交換のため、アメリカ合衆国バージニア州に移動し、交替空母としてロナルド・レーガンを充てると発表した。
2015年8月31日、横須賀港に向けサンディエゴ港を出港。10月2日から横須賀基地に配備予定だったが、天候の悪化を避けるため、10月1日に入港した。
2015年10月18日に、安倍晋三首相が横須賀基地（神奈川県横須賀市）に配備された原子力空母ロナルド・レーガンに乗艦した。
2017年4月19日には、来日したマイク・ペンス合衆国副大統領が横須賀基地に停泊していた艦を訪問。艦上で演説を行った。6月1日から3日にかけて日本海沖にて空母カール・ヴィンソンとその打撃群艦隊と海上自衛隊の護衛艦「ひゅうが」、「あしがら」及び航空自衛隊F-15戦闘機と共同訓練を実施した。10月2日、南シナ海問題を巡る対立で香港への寄港を、中華人民共和国から拒否されていた米空母としては、3年ぶりに香港寄港を認められ、北朝鮮を牽制した。11月12日、日本海において空母ニミッツ、セオドア・ルーズベルトと海上自衛隊の護衛艦「いせ」、「いなづま」、「まきなみ」他、艦艇数隻と日米共同訓練を実施した。西太平洋地域で3個空母打撃群が訓練を実施するのは、グアム沖合で行われた2006年と2007年の演習「バリアントシールド」以来である。
2018年10月10日、済州国際観艦式に他38隻と共に参加した。10月19日、MH-60Rヘリが本艦の飛行甲板上に墜落した。負傷者が複数人出ていたが、全員命に別条はないという。同年11月21日、香港に寄港した。
2021年5月19日に横須賀基地を出港し、6月下旬、アフガニスタンに駐留する米軍の撤退支援を行った。同年10月2日から3日にかけて沖縄南西海空域において実施された日米英蘭加新共同訓練に空母「カール・ヴィンソン」などとともに参加し、イギリス海軍の空母「クイーン・エリザベス」を中心とする空母打撃群CSG21、海上自衛隊護衛艦「いせ」などと対抗戦、防空戦、対潜戦、戦術運動、通信訓練等を実施した。
在日米海軍司令部（神奈川県横須賀市）は、2023年4月28日、横須賀基地に配備されている原子力空母ロナルド・レーガンをジョージ・ワシントンに交代させると発表した。ロナルド・レーガンの改修に伴うもので、2024年春をめどに出港し、ジョージ・ワシントンが同年後半に入港する予定だという。
2024年5月16日、ロナルド・レーガンは9年間に渡る任務を終えて、母港の横須賀基地を離れ離日した。それまで横須賀に配備された空母は、離日する際に別離を意味する「SAYONARA」または「さようなら」を人文字で描いたのに対し、ロナルド・レーガンは再会を示唆する「ではまた」を描いた。ジョージ・ワシントンは11月22日に入港し配備された。

## 空母打撃群
2024年に本国帰還直前のロナルド・レーガン空母打撃群（Ronald Reagan Carrier Strike Group、RRCGS）の基幹を構成するのは、ロナルド・レーガンが旗艦を務める第5空母打撃群 (Carrier Strike Group 5, CSG-5) に属する第5空母航空団 (Carrier Air Wing 5, CVW-5) である。打撃群は第15駆逐戦隊 (Destroyer Squadron 15, DESRON-15) を含む。

### 第15駆逐戦隊
※活動担当海域によって艦船入れ替えあり
- ベンフォールド
- ミリアス
- ヒギンズ
- ハワード
- シャウプ
- デューイ
- ラルフ・ジョンソン
- ラファエル・ペラルタ

### 第5空母打撃群(CSG 5)直属ミサイル巡洋艦
- アンティータム
- ロバート・スモールズ
- シャイロー

### 他艦艇
太平洋艦隊所属攻撃型原子力潜水艦及び補給艦

### 第5空母航空団
第5空母航空団（英: Carrier Air Wing Five、略称：CVW-5）は、ロナルド・レーガン（CVN-76）に搭載される航空団であり、2021年7月現在、下記の飛行隊で構成される。
| 飛行隊名                                        | 愛称                                    | 使用機種       |
| ----------------------------------------------- | --------------------------------------- | -------------- |
| 第27戦闘攻撃飛行隊（VFA-27）                    | ロイヤル・メイセス Royal Maces          | F/A-18E Block2 |
| 第102戦闘攻撃飛行隊（VFA-102）                  | ダイアモンドバックス Diamondbacks       | F/A-18F Block2 |
| 第115戦闘攻撃飛行隊（VFA-115）                  | イーグルス Eagles                       | F/A-18E Block2 |
| 第195戦闘攻撃飛行隊（VFA-195）                  | ダムバスターズ Dambusters               | F/A-18E Block2 |
| 第141電子攻撃飛行隊（VAQ-141）                  | シャドー・ホークス Shadow Hawks         | EA-18G         |
| 第125艦上空中早期警戒飛行隊（VAW-125）          | タイガーテイルズ Tigertails             | E-2D           |
| 第12ヘリコプター海上戦闘飛行隊（HSC-12）        | ゴールデン・ファルコンズ Golden Falcons | MH-60S         |
| 第77ヘリコプター海洋打撃飛行隊（HSM-77）        | セイバー・ホークス Saber Hawks          | MH-60R         |
| 第30艦隊兵站支援飛行隊第5分遣隊（VRC-30 Det.5） | プロバイダーズ Providers                | C-2A           |

## 命名時に生存中の人名を付けたアメリカ軍艦船
- カール・ヴィンソン (USS Carl Vinson, CVN-70)
- アーレイ・バーク (USS Arleigh Burke, DDG-51)
- ジミー・カーター (USS Jimmy Carter, SSN-23)
- ロナルド・レーガン (USS Ronald Reagan, CVN-76)
- ハイマン・G・リッコーヴァー (USS Hyman G. Rickover, SSN-709)
- ボブ・ホープ (USNS Bob Hope, T-AKR-300)
- ジョージ・H・W・ブッシュ (USS George H. W. Bush, CVN-77)
- ニッツェ (USS Nitze, DDG-94)

## ギャラリー

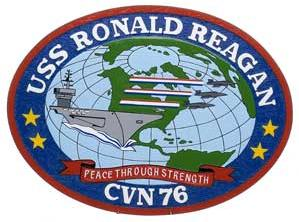
ロナルド・レーガンのインシグニア
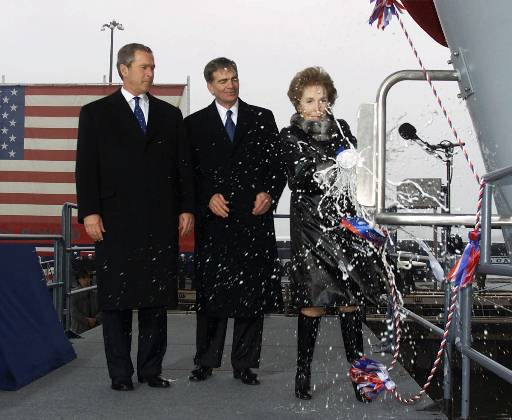
ロナルド・レーガンに洗礼を行うナンシー・レーガン夫人（2001年3月4日）
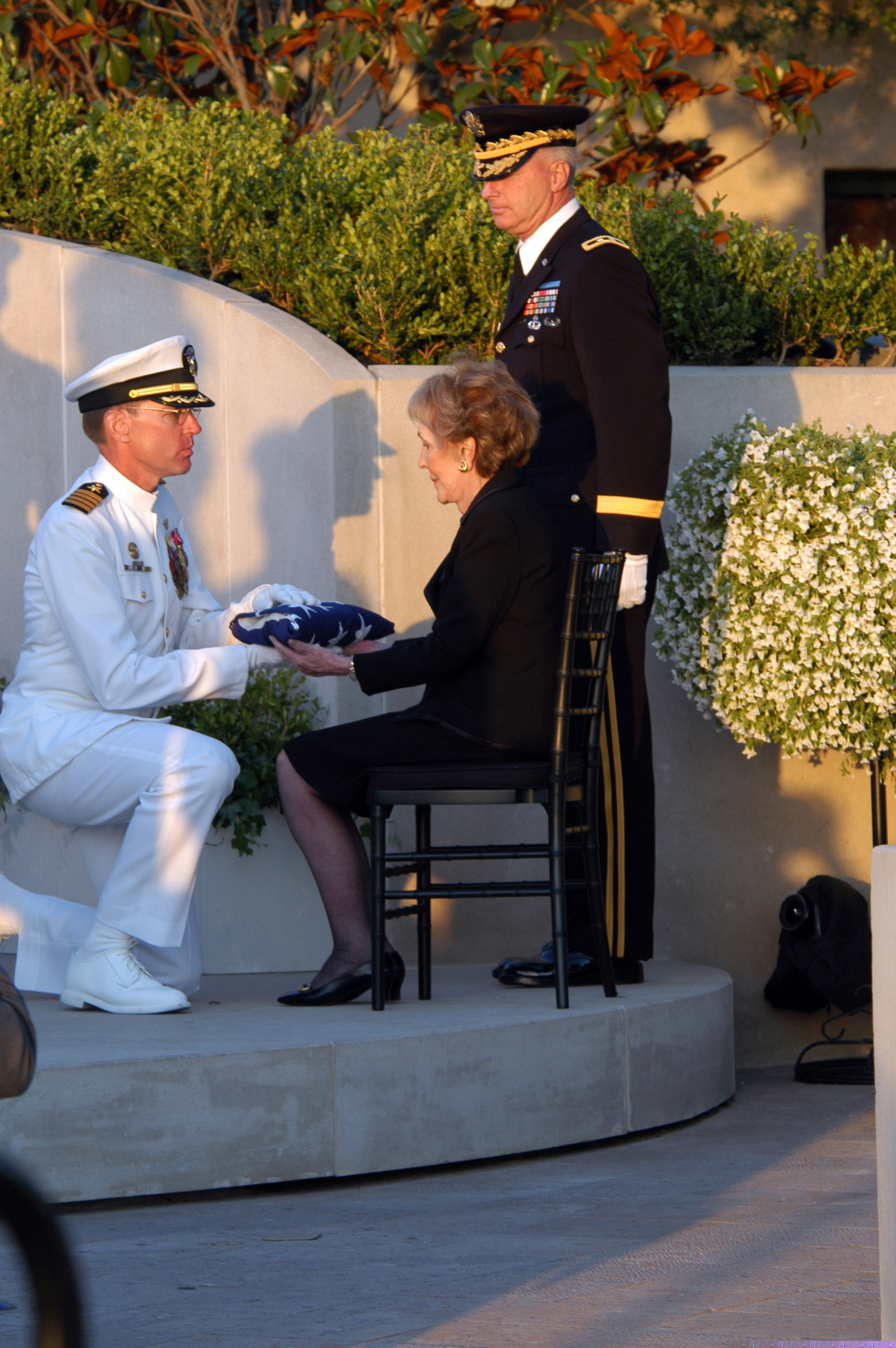
レーガン元大統領の葬儀でレーガン夫人に旗を手渡す当時の艦長、ジェームズ・シモンズ海軍大佐。レーガン夫人の隣に立つのはワシントン軍管区司令官のガレン・ジャックマン陸軍少将（2004年6月11日）
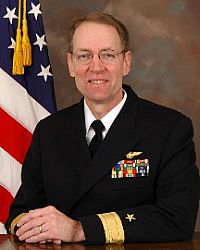
元艦長のジェームズ・シモンズ（英語版）海軍准将。
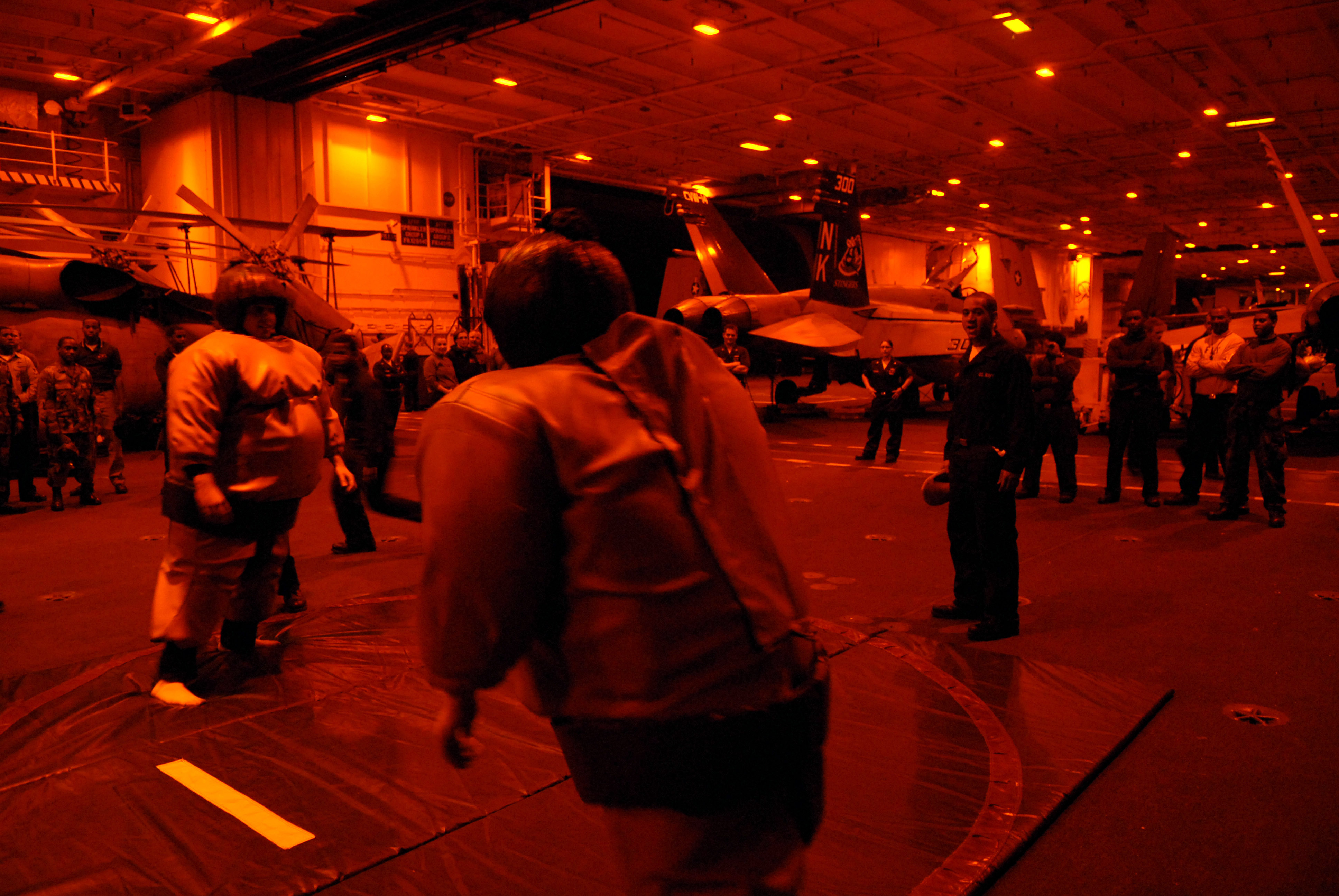
ロナルド・レーガンのハンガーにおいて相撲を取る隊員（2006年11月15日）
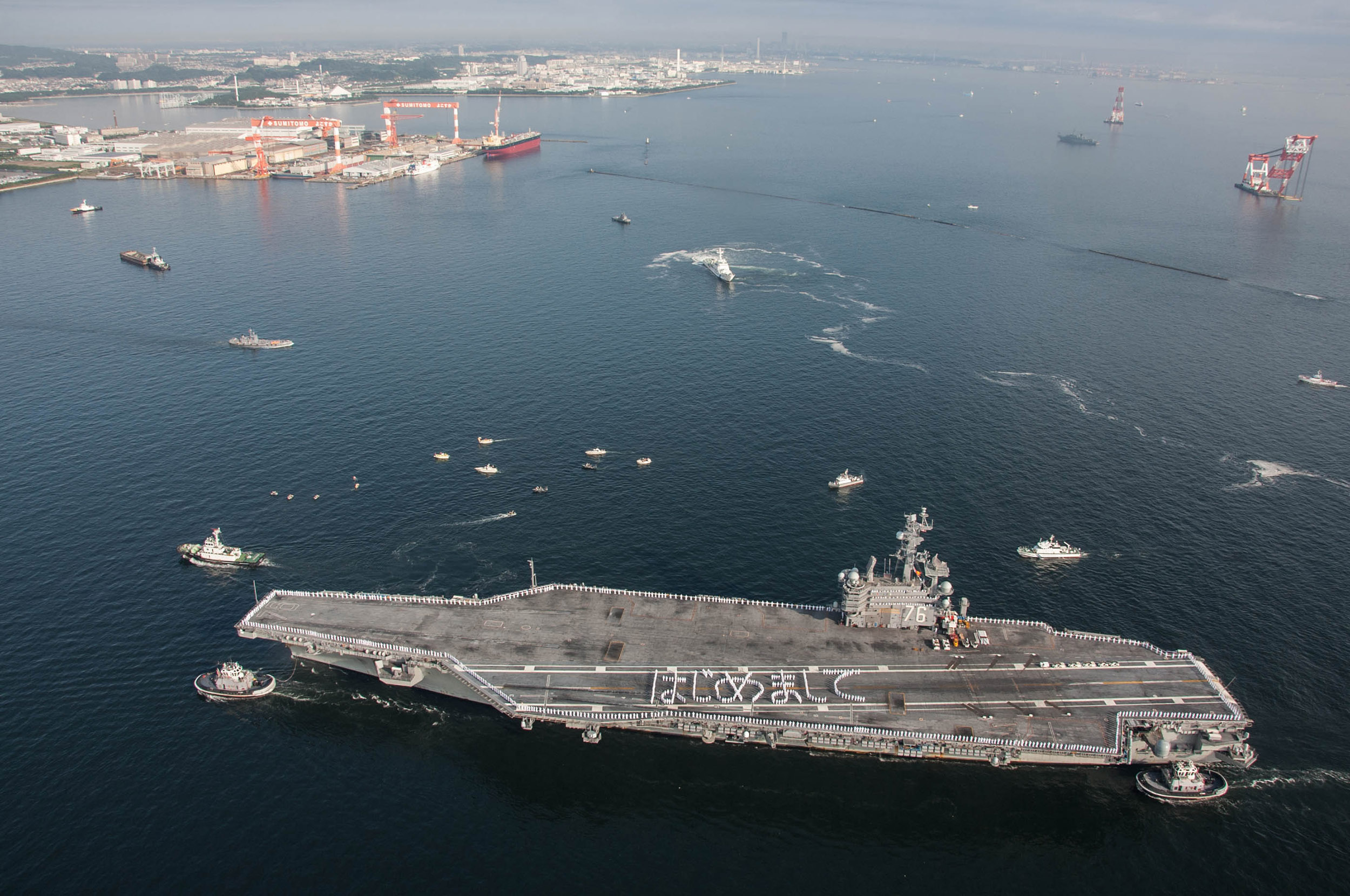
人文字で「はじめまして」と描いて横須賀に入港するロナルド・レーガン（2015年10月1日）